# Ralingen
Ralingen település Németországban, Rajna-vidék-Pfalz tartományban. Lakosainak száma 2091 fő (2023. december 31.). Ralingen Hesperange, Eisenach, Newel, Minden, Menningen, Trierweiler, Aach és Rosport-Mompach községekkel határos.

## Népesség
A település népességének változása:
| Lakosok száma | 1776 | 2077 | 2087 | 2100 | 2097 | 2091 |
|               | 1975 | 2017 | 2019 | 2021 | 2022 | 2023 |